# 이선재
이선재(李善載, 1958년 1월 30일 ~ )는 대한민국의 언론인이다.

## 학력
- 성균관대학교 정치외교학 학사

## 경력
- 1986년 : KBS 18기 공채 기자
- KBS 보도국 사회부
- KBS 보도국 정치부
- KBS 보도국 문화부
- 2003년 : 미국 워싱턴 특파원
- 2006년 3월 : KBS 보도본부 국제팀 워싱턴지국장
- 2006년 12월 : KBS 보도본부 정치외교팀장
- 2008년 5월 ~ 2008년 9월 : KBS 해설위원
- 2008년 9월 : KBS 대외정책팀 팀장
- 2009년 9월 : KBS 비서실 실장
- 2009년 11월 : KBS 남북협력단장
- 2010년 6월 : KBS 보도본부 보도국 취재 주간
- 2011년 7월 : KBS 보도본부 보도국장
- 2012년 12월 : KBS광주방송총국 총국장
- 2014년 8월 : KBS 심의실장
- 2016년 1월 : KBS 미디어 사장
- 2017년 1월 ~ 2017년 7월 : KBS 보도본부장
- 2017년 7월 : KBS 전략기획실장
- 2019년 11월 ~ 2023년 11월 : 제10대 BBS불교방송 사장
- 한국언론인연합회 운영자문위원

## 진행

### 텔레비전
- 2000년 : KBS1 《KBS 뉴스광장 시드니 올림픽》
- 2000년 : KBS1 《KBS 뉴스 9 주말》